# Kris Hopkins
Kris Hopkins właściwie Kristan Frederick Hopkins (ur. 8 czerwca 1963) – brytyjski polityk Partii Konserwatywnej, deputowany Izby Gmin.

## Działalność polityczna
W okresie od 6 maja 2010 do 3 maja 2017 reprezentował okręg wyborczy Keighley w brytyjskiej Izbie Gmin.